# Larry McKibben

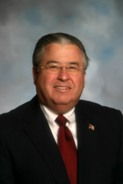
Larry E. McKibben

Larry E. McKibben (* 5. Januar 1947 in Marshalltown, Iowa) ist ein US-amerikanischer Rechtsanwalt und Politiker (Republikanische Partei).

## Leben
McKibben besuchte die Marshalltown High School. Nach Beendigung der Schule 1965, studierte er an der University of Northern Iowa, erhielt dort 1970 seinen Bachelor of Arts (B.A.) und setzte sein Studium am College of Law der University of Iowa in Iowa City fort, wo er 1972 seinen Juris Doctor erhielt. 1973 erfolgte seine Zulassung als Anwalt für den Bundesstaat Iowa. Im gleichen Jahr begann er in einer Anwaltskanzlei in Marshalltown zu praktizieren. 1979 wurde McKibben am United States District Court Northern District of Iowa, sowie am United States District Court Southern District of Iowa zugelassen. Weitere Zulassungen umfassten den United States Tax Court 1984 und den achten Bezirk des United States Court of Appeals 1988.
McKibben ist Mitglied in der Anwaltschaft von Iowa, der Iowa State Bar Association und bekleidete dort Posten in verschiedenen Komitees. Des Weiteren war er von 1986 bis 1987 Präsident der Marshall County Bar Association.
Von 1997 bis 2009 war er für drei Legislaturperioden Senator im Senat von Iowa. Bei den Wahlen 2008 trat er nicht mehr an. In seiner Zeit als Senator vertrat er von 1997 bis 2003 den 32. Distrikt sowie im Anschluss dann den 22. Distrikt. 2012 kandidierte er bei den Vorwahlen seiner Partei zur Nominierung des republikanischen Kandidaten für den 36. Distrikt bei der kommenden Senatswahl, unterlag jedoch Jane Jech.
McKibben ist verheiratet und hat zwei Kinder, einen Sohn und eine Tochter.

## Veröffentlichungen
- Granting Parole in Iowa: A Time for Change, Iowa Advocate, Vol. X, No. 3, Spring 1972